# آلبرت فلیکس توفیل توماس
ألبرت فيليكس تيوفيل توماس (ولد سنة 1847 في مرسيليا- توفي 1907 في باريس) مهندس معماري فرنسي.

## سيرة
تتلمذ على يد أليكسيس باكارد وليون فودويير في مدرسة الفنون الجميلة في باريس عندما كان عمره 17 عامًا. وفاز بالجائزة الكبرى الأولى في روما في عام 1870 . كان موضوع الامتحان النهائي هو :"كلية الطب".
أقام في الأكاديمية الفرنسية في روما ، ما بين15 فبراير 1871 و 31 ديسمبر 1874 . سافر إلى اليونان وآسيا الصغرى . وأرسل في عام 1875 أعماله إلى معبد أبولو في ميليتس . نال ميدالية في المعرض العالمي بباريس عام 1878 عن عمله في معبد أثينا في برييني .
شارك في تصميم وبناء القصر الكبير لباريس، ما بين عام 1896 وعام 1900 : حيث كان مسؤولاً عن بناء الجناح الغربي الذي أصبح في عام 1937 قصر الاكتشاف .

## الملاحظات والمراجع
1. ↑  وصلة مرجع: http://gw.geneanet.org/amayenc?lang=fr&p=albert+felix+theophile&n=thomas&oc=0.
2. ↑  مذكور في: قاعدة بيانات ليونور. معرف ليونور: LH//2596/37. باسم: Albert Félix Théophile Thomas. الوصول: 9 أكتوبر 2017. لغة العمل أو لغة الاسم: الفرنسية. الناشر: وزارة الثقافة الفرنسية.
3. ↑  مذكور في: GeneaStar. مُعرِّف شخص في قاعدة بيانات "جينيا ستار" (GeneaStar): thomasa. باسم: Albert Felix Théophile Thomas.
4. ↑  مذكور في: الوصول الشامل والمنظم لموارد تاريخ الفن. معرف شخص أو مؤسسة في الوصول الشامل والمنظم لموارد تاريخ الفن: 81994. باسم: Albert Thomas. الوصول: 9 أكتوبر 2017. لغة العمل أو لغة الاسم: الفرنسية.
5. ↑  وصلة مرجع: http://www.villamedici.it/fr/r%C3%A9sidences/pensionnaires-depuis-1666/t/thomas-albert-f%C3%A9lix-th%C3%A9ophile/.